# Alphonsus de Guimaraens
Afonso Henrique da Costa Guimarães, dit Alphonsus de Guimaraens (né le 24 juillet 1870 à Ouro Preto, Minas Gerais, Brésil - mort le 15 juillet 1921 à Mariana, Minas Gerais, Brésil), est un écrivain brésilien.
Il écrivit surtout de la poésie et on le considère comme l'un des principaux symbolistes.

## Livres
- Dona  Mística
- Kiriale
- Câmara ardente
- Pastoral aos crentes do amor e da morte
- Setenário das dores de Nossa Senhora
- Nova primavera
- Escada de Jacó
- Pauvre Lyre (en français)